# Číhovice
Číhovice (německy Tschihowitz) jsou vesnice ležící v kraji Vysočina, v okrese Pelhřimov a spadají pod obec Křelovice, od které jsou vzdáleny asi 1,5 km severním směrem. V roce 2001 zde žilo 33 obyvatel. Žije zde 36 obyvatel.

## Historie
První písemná zmínka o Číhovicích pochází z roku 1362.
| Rok            | 1869 | 1880 | 1890 | 1900 | 1910 | 1921 | 1930 | 1950 | 1961 | 1970 | 1980 | 1991 | 2001 |
| -------------- | ---- | ---- | ---- | ---- | ---- | ---- | ---- | ---- | ---- | ---- | ---- | ---- | ---- |
| Počet obyvatel | 207  | 226  | 235  | 238  | 217  | 214  | 213  | 117  | 111  | 108  | 70   | 38   | 33   |